# Imaruí
Imaruí is een gemeente in de Braziliaanse deelstaat Santa Catarina. De gemeente telt 11.677 inwoners (schatting 2009).

## Aangrenzende gemeenten
De gemeente grenst aan Armazém, Gravatal, Imbituba, Laguna, Paulo Lopes, Pescaria Brava en São Martinho.